# NGC 133
NGC 133 é um aglomerado aberto na direção da constelação de Cassiopeia. O objeto foi descoberto pelo astrônomo Heinrich d'Arrest em 1865, usando um telescópio refrator com abertura de 11 polegadas. Devido a sua moderada magnitude aparente (+9,4), é visível apenas com telescópios amadores ou com equipamentos superiores. 